# Maurilândia do Tocantins
Maurilândia do Tocantins là một đô thị thuộc bang Tocantins, Brasil. Đô thị này có diện tích 738,101 km², dân số năm 2007 là 3185 người, mật độ 4,32 người/km².